# King Solomon’s Mines (1937)
King Salomon’s Mines ist der Titel eines britischen Spielfilms aus dem Jahr 1937. Als literarische Vorlage diente der gleichnamige Roman von H. Rider Haggard.

## Inhalt
Kathleen O’Brien wurde von ihrem Vater Patrick getrennt, als er sich eigenständig auf die Suche nach Salomons Minen macht. Aus Verzweiflung geht sie zu dem Abenteurer Allan Quatermain, der nicht an den Mythos der Minen glaubt, aber sich dennoch um das Mädchen kümmert. Zusammen mit Umbopa, der zuvor schon mit einem Portugiesen versucht hatte ins Landesinnere vorzudringen und zwei englischen Gentleman auf der Suche nach Jagd und Abenteuer, reisen sie tagelang durch eine Wüste, aus der sie kaum entkommen können.
Nach einer trotzdem erfolgreichen Durchquerung und dem Überwinden einer hohen Bergkette, finden sie dahinter blühende Landstriche vor. Dort lebt ein kriegerischer Stamm der vom überheblichen und grausamen Twala angeführt wird. Twala will die Expeditionsmitglieder opfern, jedoch stellt sich heraus, dass auch Umbopa der königlichen Familie des Stammes entspringt und höhere Anrechte auf den Thron hat. Es entbrennt daraufhin ein intensiver Kampf zwischen Einheiten die Twala unterstützen und Gruppen die für Umbopa sind.

## Produktion
Der Film wurde 1935 von Gaumont British angekündigt. Charles Bennett wird als einer der Autoren anerkannt, aber er behauptete jedoch, dass er „nicht wirklich“ zum Drehbuch beigetragen habe. Er sagte, er sei gegen die Idee einer Frau, die auf die Reise geht („es war eine verdammt dumme Idee“) und nahm sich aus dem Projekt zurück.
Die Dreharbeiten begannen im November 1936 im Londoner Shepherd’s Bush Studio. Danach reisten die Schauspieler für weitere acht Wochen nach Afrika.

## Besetzung
Schon von Anfang an war Paul Robeson fest gebucht. Der auch als Sänger bekannte Schauspieler hat dabei drei Gesangsparts im Film.

## Kritik
Graham Greene, der 1937 für das Stück "Day and Night" schrieb, gab dem Film eine neutrale Rezension, er fasste den Film als "anschaubar" zusammen. Greene lobte das Schauspiel von Hardwicke und Young sowie die geschickte Verzahnung von Szenen aus Geoffrey Barkas’ Dokumentarfilm, jedoch beklagte er sich über das Schauspiel von Loder und Robeson und sehnte sich nostalgisch nach Lucoques Schwarz-Weiß-Version von 1919, die Haggards Original von 1885 treu blieb.